# Rob van den Dool
Robert Jan (Rob) van den Dool (Halmstad, 7 maart 1965) is een Nederlandse ondernemer en activist. Hij is mede-oprichter van War Child Nederland.

## Biografie
Van den Dool groeide op in het Zweedse Åhus en in Baarn. Hij zat op het Baarnsch Lyceum en studeerde internationaal recht, oorlogsrecht en mensenrechten aan de Universiteit van Amsterdam. Hij begon zijn carrière als manager bij Organon, de pharmatak van Akzo Nobel. In 1994 was hij medeoprichter, lid van het oprichtingsbestuur, van de hulporganisatie War Child Nederland. Hij was hier vijftien jaar lang lid van het bestuur en de Raad van Toezicht. In 2001 richtte hij een eigen internetbureau op en was vanaf 2006 actief als strategisch reclame- en duurzaamheidsconsultant. Hij gaf ook lezingen over de presidentsverkiezingen van Obama. In 2009 startte Van den Dool samen met zijn vriend Stephan Zeijlemaker het bedrijf Yumeko. Het doel was om de katoenindustrie van binnenuit te verduurzamen. 
 Van den Dool en Zeijlemaker vormden gezamenlijk de directie tot 2017. Vanaf mei 2017 is van den Dool CEO van het bedrijf.

## Nevenactiviteiten
In 1996 was Van den Dool namens de OVSE als verkiezingswaarnemer bij de eerste verkiezingen in Bosnië na de oorlog.
Hij was tussen 1994 en 2020 actief bij onder andere The International Institute for Communication and Development (IICD) en Stichting Nudge. Sinds 2020 is hij bestuurslid van natuurbescherming organisatie Future for Nature Foundation (FFN). 